# Elektropositiviteit
Met elektropositiviteit wordt voor een chemisch element meestal in tegenstelling tot elektronegativiteit bedoeld dat zij elektronen vrijgeven om een chemische binding te vormen. Het atoom van het element is dan elektropositief. Elektropositiviteit betekent ook het bezitten van een positieve elektrische lading en er kan mee worden aangeduid dat een element geschikt is om als positieve elektrode te dienen.
Het tegenovergestelde van elektropositief is elektronegatief. Een atoom is elektronegatief wanneer het de gezamenlijke elektronenwolk in een samengestelde stof naar zich toe te trekt.